# Menura
Las aves lira (Menura) es un género que consta de dos especies de aves que pueden medir de 76 a 103 cm, siendo principalmente terrestres, con alas cortas y redondeadas y patas largas. La larga cola, cuya forma les ha dado nombre, se despliega durante las paradas nupciales. Habitan en el este de Australia, sobre todo en los bosques húmedos en los que alternan claros con un espeso sotobosque.

## Historia
Las existencia de las aves lira fue descubierta por los Europeos en 1797 gracias a los relatos de un exconvicto que había vivido algunos años con los aborígenes en los montes del sudeste de Australia. Cuando se rindió ante las autoridades, vestido únicamente con un taparrabos de piel de canguro, habló a los recelosos oficiales de la existencia de «faisanes» cerca del río Hawkesbury. El hombre fue perdonado, y al año siguiente su experiencia en los bosques fue aprovechada en dos difíciles expediciones oficiales a pie hacia el interior, capturándose en la expedición inicial el primer ejemplar de ave lira soberbia. 
Su parentesco fue controvertido desde un inicio. Se dijo que era un faisán, un ave del paraíso e incluso un tordo. No fue hasta 1875 cuando se estableció su relación con los atricornites, pero incluso hoy en día las afinidades de estas dos familias con otros grupos son objeto de controversia.
Pese a haber sido masacradas en el siglo XIX para vender sus rectrices, en la actualidad están totalmente protegidas y son comunes en su hábitat. La principal amenaza para ambas especies es la progresiva destrucción y alteración del hábitat en sí mismo.

## Especies
- Menura alberti Bonaparte 1850 - ave-lira de Alberto.
- Menura novaehollandiae Latham 1802 - ave-lira soberbia.
- †Menura tyawanoides (extinta) Boles, 1995.

## Comportamiento e Imitación
Las aves lira son conocidas por su asombrosa capacidad para reproducir casi cualquier sonido, natural o artificial, como cantos de otras aves y otros animales, sonidos producidos por maquinaria, instrumentos musicales, llantos de bebés, incluso la voz humana con exactitud, se han detectado casos de aves que cantan imitando a un tenor como Pavarotti, alarmas de automóviles, etcétera.

### Dieta y alimentación
Los atraparesplandor alimentan en el suelo y de manera solitaria. Cazan diversos invertebrados, incluidos insectos como cucarachas, escarabajos (tanto adultos como larvas), mariquitas, larvas de moscas, así como adultos y larvas de mariposas. Entre otras presas se encuentran ciempiés, arañas, lombrices de tierra. Menos frecuentemente cazan insectos palo, chinches, anfípodos, lagartijas, ranas y, a veces, semillas. Encuentran su alimento hurgando con las patas en la hojarasca del suelo.  

### Reproducción
Los atraparesplandor son aves longevas que pueden vivir hasta 30 años. Tienen un largo ciclo de reproducción y comienzan a reproducirse más tarde que otras aves paseriformes. Las hembras de los atraparesplandor magníficos comienzan a reproducirse a la edad de cinco o seis años, y los machos a la edad de seis a ocho años. Los machos defienden sus territorios de otros machos, y en estos territorios pueden anidar hasta ocho hembras. En el territorio de los machos, estos crean o utilizan plataformas para exhibiciones; en el caso del atraparesplandor magnífico, es un montículo de tierra desnuda, y en el caso del atraparesplandor de Albert, es un montón de ramas sobre la hojarasca del bosque.  
Los machos de los atraparesplandor emiten sonidos principalmente en invierno, cuando construyen y mantienen en buen estado una arena descubierta en forma de montículo en densos matorrales, sobre la cual cantan y bailan durante un elaborado ritual de apareamiento, exhibiéndose a potenciales parejas, de las cuales un macho atraparesplandor tiene varias. La solidez, el volumen y la ubicación del nido construido por la hembra depende de la cantidad de precipitación y de la presencia de depredadores durante el período de construcción del nido. Las hembras hacen los nidos en lugares apartados, la mayoría de las veces en el suelo, en depresiones (barrancos cubiertos de maleza, tierras bajas, etc.). Con menos frecuencia, los nidos están a poca altura en los árboles. El nido es una cúpula de ramitas, hierba y musgo. Es importante que el nido sea impermeable y esté en lugares discretos donde los depredadores no puedan atacarlo. Una vez que el nido está listo, la hembra pone un solo huevo. El huevo es incubado durante 50 días exclusivamente por la hembra, y ella también alimenta al polluelo.